# Бесувко
Бесувко (пол. Biesówko, нім. Klein Bössau) — село в Польщі, у гміні Біскупець Ольштинського повіту Вармінсько-Мазурського воєводства.
Населення — 44 особи (2011).

## Демографія
Демографічна структура станом на 31 березня 2011 року:
|          | Загалом | Допрацездатний вік | Працездатний вік | Постпрацездатний вік |
| -------- | ------- | ------------------ | ---------------- | -------------------- |
| Чоловіки | 25      | 6                  | 16               | 3                    |
| Жінки    | 19      | 3                  | 12               | 4                    |
| Разом    | 44      | 9                  | 28               | 7                    |